# Sławomir Preiss
Sławomir Piotr Preiss (ur. 26 lipca 1952 w Stargardzie Szczecińskim) – polski polityk, samorządowiec, artysta plastyk, poseł na Sejm VI kadencji, senator VIII kadencji.

## Życiorys
Ukończył studia na Akademii Sztuk Pięknych w Krakowie. W 1997 został dyrektorem Muzeum Miejskiego w Stargardzie. W latach 1990–1998 zasiadał w radzie miejskiej, następnie radzie powiatu stargardzkiego, od 2006 do 2007 przewodnicząc radzie powiatu.
W latach 1990–1994 należał do Komitetów Obywatelskich, następnie do Partii Konserwatywnej i do Stronnictwa Konserwatywno-Ludowego, potem (w latach 1998–2001) do Ruchu Społecznego AWS, a od 2001 działał w Platformie Obywatelskiej. W 2004 i 2009 bezskutecznie ubiegał się o mandat europosła w okręgu gorzowskim. W 2004 uzyskał 5615 głosów, a w 2009 otrzymał 8682 głosy.
W wyborach parlamentarnych w 2007 uzyskał mandat poselski z listy Platformy Obywatelskiej. Kandydując w okręgu szczecińskim, dostał 10 153 głosy. W wyborach w 2011 z powodzeniem ubiegał się o mandat senatora z ramienia PO w okręgu wyborczym nr 98, otrzymując 64 833 głosy. We wrześniu 2015 został wykluczony z partii za ubieganie się o reelekcję z własnego i konkurencyjnego wobec PO komitetu wyborczego (nie uzyskał senatorskiej reelekcji). Powrócił następnie do pracy w muzeum, obejmując funkcję kierownika działu dokumentacji zabytków.